# Variatierekening
Variatierekening is een onderdeel van de functionaalanalyse, dat is het gebied van de wiskunde dat zich bezighoudt met 'functies van functies'. In de variatierekening wordt gezocht naar functies waarvoor de relevante functionaal een stationair punt heeft, dus een maximum, een minimum of een zadelpunt. De variatierekening is in de 18e eeuw ontwikkeld door Euler en Lagrange.
In veel gevallen wordt de algemene oplossing gevonden gegeven door de Euler-Lagrange-vergelijking, een partiële differentiaalvergelijking.

## Voorbeelden
Een bekend voorbeeld van een toepassing van variatierekening is te vinden in het principe van Fermat, waarbij een lichtstraal de kortste weg 'zoekt' tussen twee punten aan weerszijden van een grensvlak van twee optische media met verschillende voortplantingssnelheden. Een rechte lijn tussen die twee punten is niet de snelste, want daarlangs wordt 'te veel' van het traject afgelegd in het langzame medium.
Een moeilijker voorbeeld is de bepaling van de brachistochrone kromme, bijvoorbeeld de vorm van een helling waarlangs een kogel het snelst naar beneden moet rollen; een schuine rechte lijn naar beneden heeft de kortste weglengte, maar maakt niet optimaal gebruik van de zwaartekracht.
De belangrijkste toepassing van de variatierekening is vermoedelijk in het Lagrange-formalisme in de theoretische mechanica. Dit is een uitwerking van het principe van de kleinste werking.

## Geschiedenis
Hoewel zowel Isaac Newton als Gottfried Leibniz in de tweede helft van de zeventiende eeuw aandacht hadden voor het onderwerp, kan men stellen dat de variatierekening begint met een probleem van de brachistochrone kromme dat in 1696 werd opgesteld door Johann Bernoulli. Het onderwerp trok onmiddellijk de aandacht van Jakob Bernoulli en de Markies de l'Hôpital, het was echter Leonhard Euler die de variatierekening vanaf 1733 als eerste nader uitwerkte. Zijn "Elementa calculi Variationum" gaf de wetenschap haar naam. Ook Lagrange leverde belangrijke bijdragen aan de variatierekening. Legendre gaf in 1786 een overigens niet geheel bevredigende methode voor het bepalen van maxima en minima. Aan het bepalen van maxima en minima leverden ook Vincenzo Brunacci (1810), Carl Friedrich Gauss (1829), Siméon Poisson (1831), Michail Ostrogradski (1834) en Carl Jacobi (1837) bijdragen. Een belangrijk algemeen werk is dat van Sarrus (1842), dat in 1844 werd ingedikt en verbeterd door de Augustin Louis Cauchy.
Andere waardevolle verhandelingen en memoires zijn geschreven door Strauch (1849), Jellett (1850), Otto Hesse (1857), Alfred Clebsch (1858), en Carll (1885). Misschien wel het belangrijkste werk van de negentiende eeuw is dat van Karl Weierstrass. Zijn beroemde serie colleges over de theorie is baanbrekend. Het kan worden gesteld dat hij de eerste was die de variatierekening op een vast en onbetwistbaar fundament plaatste. Het 20e en het 23e probleem van Hilbert, gepubliceerd in 1900, lokte verdere ontwikkeling uit. In de 20e eeuw leverden David Hilbert, Emmy Noether, Leonida Tonelli, Henri Lebesgue en Jacques Hadamard belangrijke bijdragen. Marston Morse paste de variatierekening toe op wat nu de Morse-theorie wordt genoemd. Lev Pontryagin, Ralph Rockafellar en Clarke ontwikkelden nieuwe wiskundige gereedschappen voor de optimale controletheorie, een veralgemening van de variatierekening.

## Voetnoten
1. 1 2 3  van Brunt, Bruce (2004). The Calculus of Variations. Springer. ISBN 0-387-40247-0.
2. 1 2  [Ferguson, James] (2004). "Brief Survey of the History of the Calculus of Variations and its Applications". arXiv:arXiv:math/0402357.

- Library of Congress Control Number: sh85018809
- Bibliotheek van het Japanse parlement: 00563089
- Nationale Bibliotheek van Tsjechië: ph126994
- Nationale Bibliotheek van Israël: 987007293785905171